# Platycyamus
Platycyamus is een geslacht van vlokreeften uit de familie van de walvisluizen (Cyamidae). De wetenschappelijke naam van het geslacht werd in 1870 voorgesteld door Christian Frederik Lütken.

## Soorten
- Platycyamus flaviscutatus Waller, 1989
- Platycyamus thompsoni (Gosse, 1855)